# Galerie Boisserée
Die Galerie Boisserée ist eine Galerie für Kunst des 20. und 21. Jahrhunderts in Köln. Sie wurde 1838 von den Neffen der bekannten Kunstsammler und Mäzene Sulpiz Boisserée und Melchior Boisserée gegründet und gehört zu den ältesten Galerien Deutschlands.

## Wirken

### Gründung und erste Jahre
Eröffnet wurde die Buchhandlung mit Antiquariat und Kunsthandel in der Minoritenstraße 11 in Köln durch die Vettern Josef und Nikolaus Wilhelm Boisserée im Jahre 1838. Die Väter der Firmengründer, Lorenz und Wilhelm Boisserée, waren Brüder der bekannten Kunstsammler und Mäzene Sulpiz und Melchior Boisserée, die nach Auflösung der Stifte und Klöster während der napoleonischen Säkularisation engagiert bedeutende mittelalterliche Gemälde vor der Vernichtung durch die französischen Besatzungstruppen gerettet hatten.
Nach dem frühen Tod der Gründer (Nikolaus Wilhelm starb 1846, Josef 1854) führte die Witwe von Josef Boisserée (die nach dem Tode dessen jüngeren Bruder Bernhard Boisserée geheiratet hatte) zusammen mit ihrem Sohn Karl das Unternehmen weiter. Nach dem Tod von Bernhard Boisserée bestellte sie den Buchhändler Franz Theodor Helmken als Geschäftsführer, der 1888, nach dem Tode von Therese Boisserée (Karl war schon 1882 gestorben) das Geschäft als Alleininhaber übernahm.
Die Firma J.&W. Boisserée hatte schon bald nach ihrer Gründung als Sortimentsbuchhandlung Bedeutung erlangt, zahlreiche Gönner und Freunde aus dem zeitgenössischen Kunstleben gehören zum regelmäßigen Kundenstamm des Hauses: Boisserée ist bekannt und beliebt in Kreisen des rheinischen Adels, hat zahlreiche Kunden aus dem Universitäts- und Wirtschaftsleben des Rheinlandes. Im Verlagsbuchhandel hat sich die Firma nur gelegentlich betätigt, etwa 100 Titel sind herausgegeben worden, unter Helmken erschien 1880, zur Domvollendung, der damals sehr erfolgreiche (fünf Auflagen) erste Domführer „Der Dom zu Coeln, seine Geschichte, Konstruktion, bildliche Ausschmückung und seine Kunstschätze.“
Das Ladenlokal war schon einige Jahre nach der Geschäftsgründung 1838 von der Minoritenstraße 11 in die Hohe Straße 148 verlegt worden, in ein hohes gotisches Haus, das Anfang der 1890er Jahre einer Erweiterung der Hohe Straße zum Opfer fiel. Helmken bezog daher 1892 wieder Geschäftsräume in der Minoritenstraße 19a – der Kölner Buch- und Kunsthandel konzentrierte sich lange im Minoritenviertel, 1862 erhielt dort auch die Sammlung Ferdinand Franz Wallraf durch ein Legat des Johann Heinrich Richartz eine feste Bleibe durch den ersten Museumsbau Kölns. Als Helmken sich 1902 endgültig zur Ruhe setzte, verkaufte er das Geschäft an Hermann Schilling (1875–1955), der 1890 als Lehrling in die Firma eingetreten war. Hermann Schilling hat die Buch- und Kunsthandlung 40 Jahre lang geführt; in den 1920er Jahren weitete er die Galerietätigkeit des Hauses aus – man verkaufte mit Erfolg Münchener und Düsseldorfer Schule (u. a. Max Clarenbach, Fritz von Wille, Julian Klein von Diepold) und vergrößerte 1928 durch Anmietung des Nachbarhauses Breite Straße 1 das Ladenlokal zu einer geräumigen Galerie. Hermann Schilling gehörte jahrelang zum Vorstand des Börsenverein des Deutschen Buchhandels und betätigte sich zwölf Jahre lang als Handelsgerichtsrat in Köln.

### Zweiter Weltkrieg und Neuanfang
Im Bombenhagel des Zweiten Weltkrieges wurden die Geschäftsräume von Boisserée mehrfach völlig zerstört, die alte Bleibe in der Minoritenstraße ging endgültig verloren.
Nach Kriegsende übertrug Hermann Schilling seinem Neffen Walter Schilling die Firma Boisserée. Zu dem wenigen, was aus den Trümmern der zerbombten Geschäftsräume gerettet werden konnte, gehört eine Kundendatei, mit der Walter Schilling 1946 von einer Pension im Siebengebirge aus die Geschäfte wieder aufnahm: Unterstützt von einem Mitarbeiter und einem Lehrling begann er mit dem Versand von Rechtsliteratur.

### Die 1950er Jahre bis heute
Nach weiteren nachkriegsbedingten Zwischenstationen in der Herwarthstraße 31 und der Hohe Straße 135 – hier zeigte Walter Schilling nach dem Krieg eine Ausstellung mit Ostzonenmalern („Ostzonenmaler stellen aus“) und legte damit zusammen mit der Galerie Der Spiegel den Grundstein für die heutige Kölner Galerienszene – bezog Schilling mit der Buchhandlung Boisserée 1952 neue Geschäftsräume im Stollwerkhaus. Im Jahre 1955 eröffnete er in unmittelbarer Nähe des Wallraf-Richartz-Museums, in der Drususgasse 7-11 (dem heutigen Standort), die Galerie Boisserée, um dort in wechselnden Ausstellungen zeitgenössische Kunst vorzustellen.
Walter Schilling widmete sich engagiert und beharrlich der Förderung junger, noch unbekannter Künstler, vor allem aus dem romanischen bzw. südamerikanischen Raum, sechs bis acht Ausstellungen pro Jahr belegen eine rege Galerietätigkeit.
Nach dem Eintritt von Walter Schillings Sohn Johannes in die Firma, hat sich der Schwerpunkt des Hauses eindeutig auf die Galerietätigkeit verlagert. 1984 wurde, im Zuge einer gründlichen Renovierung und Umgestaltung der Geschäftsräume in der Drususgasse, die traditionsreiche Buchhandlung aufgelöst, wobei nicht nur die Veränderungen im deutschen Buchhandel eine Rolle spielten, sondern auch die Notwendigkeit, zusätzliche Ausstellungsfläche zu gewinnen.
Im Jahre 1988 übernahm Johannes Schilling die Galerie von seinem Vater und beteiligte 1997 den Österreicher Thomas Weber am Unternehmen. Seit 2009 steht die Galerie unter der Leitung der gleichberechtigten geschäftsführenden Gesellschafter Johannes Schilling (geboren 1959 in Köln) und Thomas Weber (geboren 1969 in Bludenz, Österreich).
2003 verlegte die Galerie Boisserée mit Thomas Weber das Werkverzeichnis des Künstlers Karl Fred Dahmen (Deutsches Informel).

## Galeriearbeit
Die Galerie zeigt heute auf zwei Ausstellungsebenen Kunst des 20. und 21. Jahrhunderts. Boisserée verbindet den Kunsthandel mit etablierter, internationaler Kunst mit der Galerietätigkeit im Bereich zeitgenössischer Kunst.
In den letzten Jahren war die Galerie u. a. auf folgenden Messen vertreten: Art Cologne (Köln), Cologne Fine Art & Antiques (Köln), IFPDA Print Fair (New York) und LOPF London Original Print Fair (London).
Boisserée ist Mitglied im BVDG (Bundesverband Deutscher Galerien und Editionen e. V.), in der CINOA (International Confederation of art and antique dealers associations) und in der ifpda (International Fine Print Dealers Association).
Im Bereich der Malerei nach 1950 zeigt die Galerie Einzelausstellungen unter anderem von Max Ackermann, Eduardo Chillida, Karl Fred Dahmen, Max Ernst, Joan Miró, Antonio Saura, Emil Schumacher, Pierre Soulages und Antoni Tàpies. Im zeitgenössischen Programm der Galerie wurden in den letzten Jahren Künstler wie Jürgen Brodwolf, Patrick Hughes, Henning Kürschner, Jan Voss und Franziskus Wendels ausgestellt.
Ein besonderes Augenmerk legt die Galerie Boisserée auf die Technik der Originalgraphik sowie Arbeiten auf Papier. Internationale Beachtung genießt die Galerie auf Grund ihrer umfangreichen Sammlung mit graphischen Arbeiten von Georges Braque, Marc Chagall, Eduardo Chillida, Max Ernst, Maurice Estève, Sam Francis, Hans Hartung, Marino Marini, Henri Matisse, Joan Miró, Robert Motherwell, Pablo Picasso, Serge Poliakoff, Antonio Saura, Emil Schumacher, Pierre Soulages und Antoni Tàpies. Zeitgenössische Graphik findet der Besucher von Josef Albers, Georg Baselitz, Richard Hamilton, David Hockney, Patrick Hughes, Robert Indiana, Sol LeWitt, Julian Opie und Andy Warhol.

## Publikationen der Galerie Boisserée
- Thomas Weber (Bearbeitung, Autor), Volker Dahmen (Hrsg.), Thomas Weber, Johannes Schilling, Tayfun Belgin: K.F. Dahmen – Werkverzeichnis. Band I 1946–1964 und Band II 1966–1981. Im Verlag der Buchhandlung Walther König, Köln 2003, ISBN 3-88375-750-0

### Ausstellungskataloge
- siehe http://www.boisseree.com/de/catalogues/catalogues_current.html